# La passió segons Renée Vivien

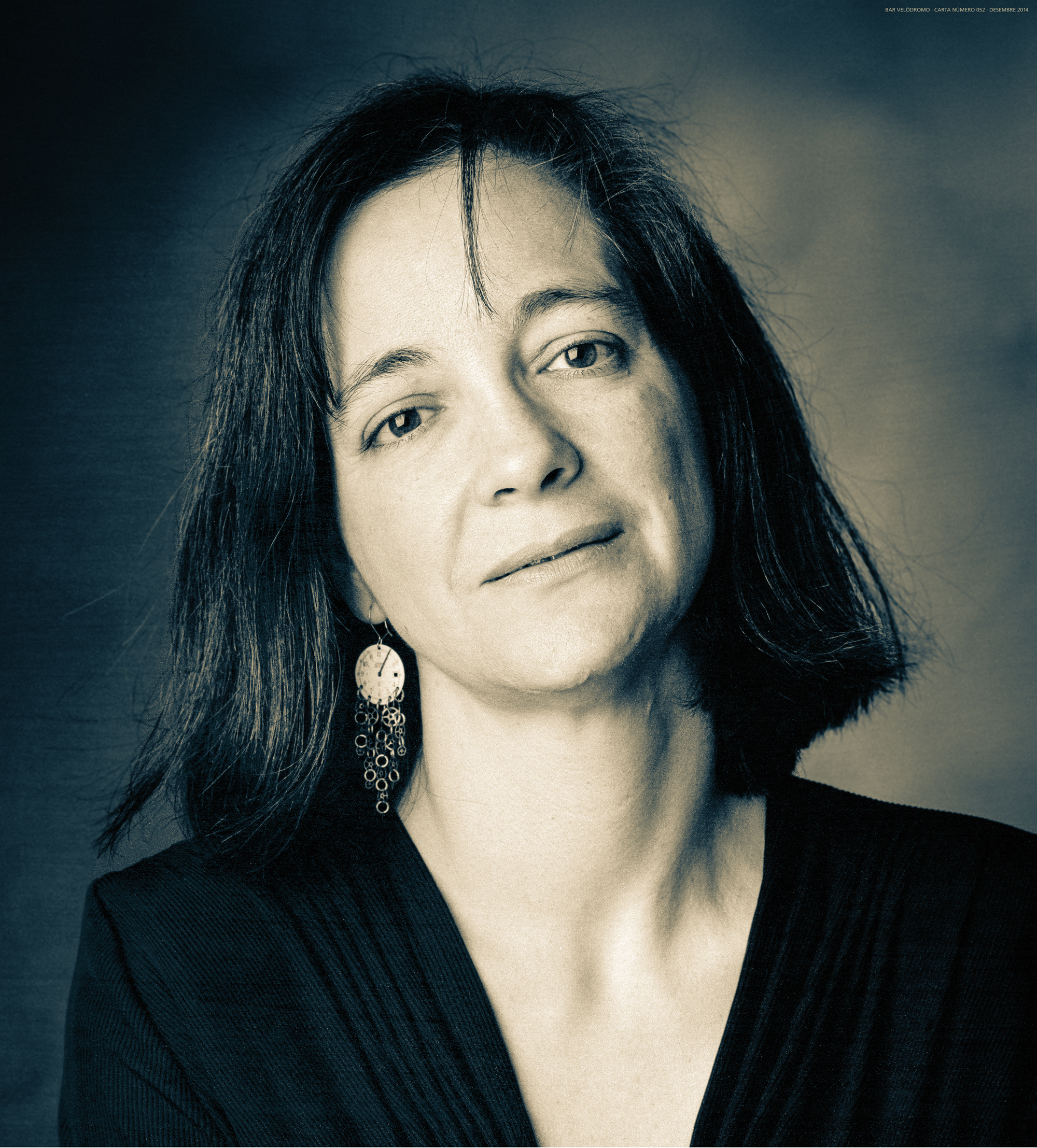
Maria Mercè Marçal

La passió segons Renée Vivien és la primera i única novel·la de la poeta Maria Mercè Marçal i Serra, publicada per primer cop el 1994. Marçal rebé per aquesta novel·la, a la qual li va consagrar deu anys de la seva vida, del 1984 al 1994, diversos guardons: el Premi Carlemany, el Premi de la Crítica, el Prudenci Bertrana, el de la Institució de les Lletres Catalanes, el Crítica Serra d'Or i el Joan Crexells.